# Fürstentum Achaia

Wappen des Fürstentums Achaia

Das Fürstentum Achaia war einer von drei größeren Vasallenstaaten des Lateinischen Kaiserreichs. Wie dieses wurde es nach der Eroberung Konstantinopels 1204 während des Vierten Kreuzzugs errichtet.

## Geschichte
Achaia wurde 1205 von Wilhelm von Champlitte, einem Teilnehmer des Kreuzzugs aus dem Ritterstand, gegründet. Er wurde Vasall des Königreichs Thessaloniki, ebenso wie von  Athen. Doch 1224 wurde Thessaloniki von Theodor I., dem Despoten von Epirus erobert. Danach wurde Achaia die beherrschende Kraft in Griechenland.
Achaia war relativ klein, es bestand fast nur aus dem Inneren der Peloponnes (Morea) und einigen Häfen wie Monemvasia. Es grenzte an Epirus und an venetianisches Gebiet in der Ägäis und war so wohlhabend, dass es dem Lateinischen Kaiserreich bei seinem Kampf gegen Nicäa helfen konnte.

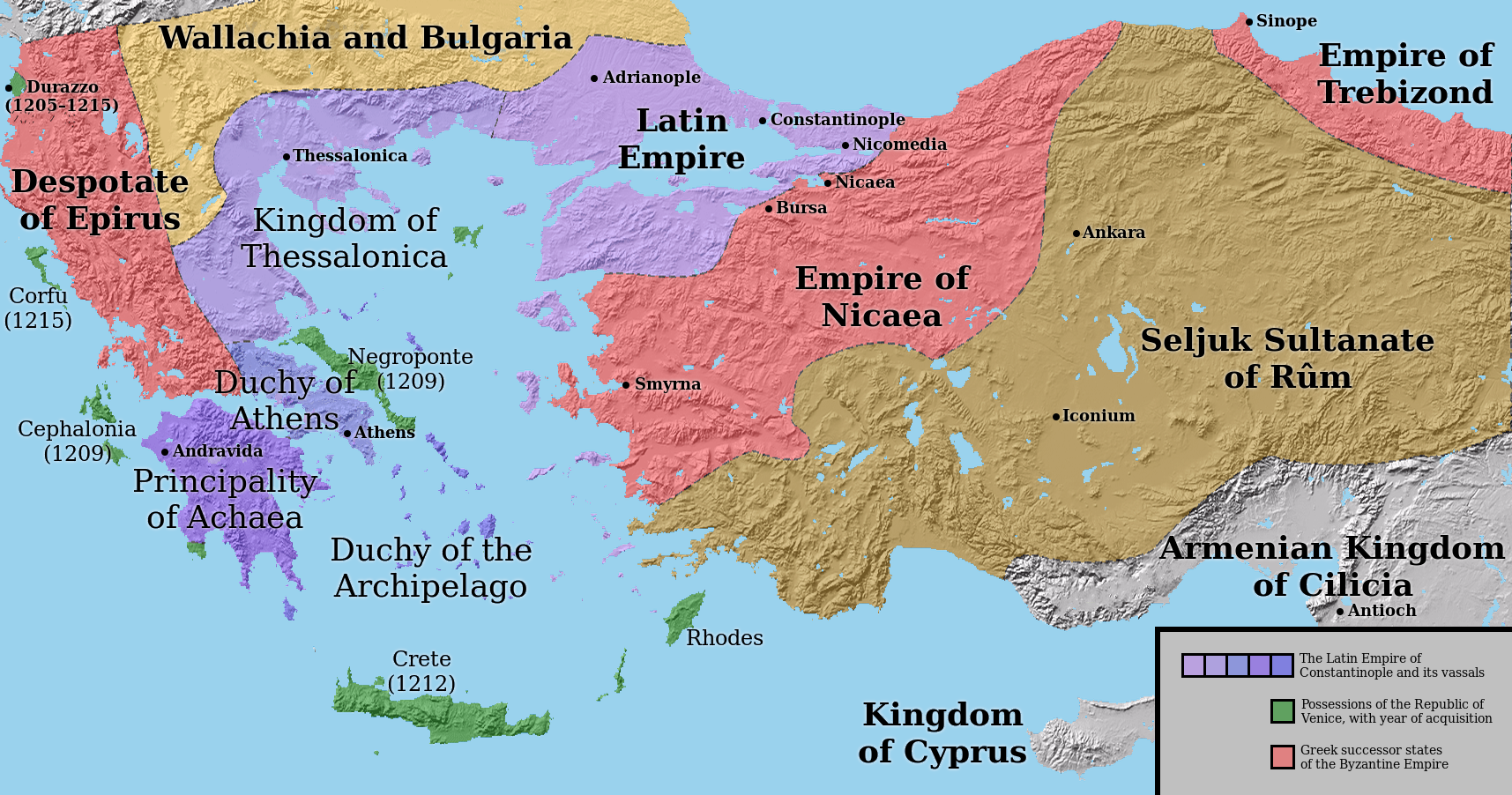
Karte der byzantinischen Kreuzfahrerstaaten

Die Hauptstadt des Fürstentums war Andravida, das in der Mitte des 13. Jahrhunderts von den Westeuropäern zu den besten Repräsentanten des Rittertums gezählt wurde. Fürst Wilhelm II. von Villehardouin war ein Dichter und Troubadour, er hatte seine eigene Münze, Literatur und Form des gesprochenen Französischs. Das Fürstentum gab die Chronik von Morea heraus, eine wertvolle Geschichte der Kreuzfahrerstaaten in Griechenland. Achaias Gesetzgebung, in der sich Aspekte französischer und byzantinischer wiederfanden, wurde die Grundlage des Rechts in den anderen Kreuzfahrerstaaten. Der Adel benutzte byzantinische Titel wie Logothetes and Protovestarios, die lediglich dem Bedarf des europäischen Feudalismus angepasst waren. Das byzantinische Pronoia-System wurde ebenfalls angepasst, Kleinbauern (Paroikoi) besaßen ihr eigenes Land, dafür mussten sie Militärdienst ableisten und Steuern zahlen, denen sie im ursprünglichen System nicht unterworfen waren. Im Kern war das frühe Fürstentum eine kleine französische Kolonie.
Wilhelm II. verlegte 1249 die Hauptstadt von Achaia nach Mistra in der Nähe des antiken Sparta. 1255 begann er einen Krieg um die venezianischen Gebiete in der Ägäis. Im Jahre 1259 verbündete er sich mit Michael II. von Epirus, gegen Michael VIII. Paläologos von Nicäa. Als Michael von Epirus dann aber die Seiten wechselte, fiel Wilhelm in der Schlacht von Pelagonien in die Hände seiner Gegner. Nachdem diese 1261 Konstantinopel zurückerobert hatten, wurde Wilhelm 1262 gegen die Herausgabe von Mistra und des restlichen Lakoniens mit den Festungen Maina und Monemvasia freigelassen.
Wilhelms Nachfolger war Karl von Anjou, König von Neapel und Sizilien. Karl und seine Nachkommen regierten nicht selbst in Achaia, sandten jedoch Geld und Soldaten, um das Fürstentum gegen die Byzantiner zu verteidigen. 1311 wurde das Herzogtum Athen von der Katalanischen Kompanie übernommen, deren Aktivitäten auch dazu beitrugen, Achaia zu destabilisieren. Das Fürstentum kam unter Kontrolle von italienischen Adeligen, die das schrumpfende Land ein weiteres Jahrhundert hielten, bis es von Thomas Palaiologos, dem byzantinischen Despoten von Morea, 1432 erobert wurde, um es schließlich 1460 an das Osmanische Reich zu verlieren.

### Der feudale Konflikt um Morea (1307–1383)
Karl II. von Neapel gab Morea oder Achaia als Lehen an Isabella von Villehardouin, die aber 1307 wieder abgesetzt wurde. Das Land erhielt danach Karls Sohn Philipp I. von Tarent, der es 1313 an Matilde von Hennegau weitergab, die mit Ludwig von Burgund verheiratet war. Margarete, Tochter von Wilhelm II. von Villehardouin, hingegen, stellte zuvor schon Ansprüche aus den Ereignissen von 1307, die sie nun erfolglos wieder aufgriff, und anschließend an ihre Tochter Isabella von Sabran weitergab, der Ehefrau des Ferran de Mallorca: Der Sohn der beiden, Jaume III., wurde 1315 zum Fürsten von Morea unter der Regentschaft seines Vaters proklamiert, der das Fürstentum kurz danach auch eroberte, aber von Ludwig von Burgund und Matilda 1316 geschlagen wurde. Ludwig starb 1318, Karl II. setzte Matilde ab und gab das Lehen seinem Sohn Johann.
Ab 1331 begannen die Adligen, die Rechte Jaumes wahrzunehmen, 1333 war die Anerkennung vollständig. Johann übertrug die Rechte auf seine Schwägerin Katharina von Valois, die Ehefrau Roberts von Tarent, der ihre Ansprüche bis zu seinem Tod 1346 aufrechterhielt, und sie an seinen Sohn Philipp II. von Tarent vererbte. Jaume folgte 1349 sein gleichnamiger Sohn (Jaume IV. von Aragón, Jaume II. von Morea), der auch Jakob von Les Baux genannt wird. Katharina starb 1364, Philipp III. übertrug seine Rechte an Johanna I. von Neapel, Ehefrau von Jaume II. (Jacques des Baux), der wiederum bei seinem Tod 1375 das Fürstentum seiner Frau hinterließ. 1383 bis 1396 wurde das Fürstentum von Vikaren regiert.

## Fürsten von Achaia
- 1205–1209: Wilhelm I. von Champlitte, Fürst von Morea
- 1209–1228: Gottfried I. von Villehardouin, Fürst von Achaia, Neffe des Historikers Gottfried von Villehardouin
- 1228–1246: Gottfried II. von Villehardouin
- 1246–1278: Wilhelm II. von Villehardouin, ab 1267 Vasall Karls von Anjou
- 1278–1285: Karl I. von Neapel
- 1285–1289: Karl II. von Neapel
- 1289–1307: Isabelle de Villehardouin (1289 bis 1307)
  - 1289–1297: Florenz von Hennegau (Ehemann und Mitregent) (Haus Avesnes)
  - 1301–1307: Philipp von Savoyen (Ehemann und Mitregent)
- 1307–1313: Philipp I. von Tarent
- 1313–1318: Mathilde von Hennegau
  - 1313–1316: Ludwig von Burgund (Ehemann und Mitregent, Herzog von Athen)
- 1318–1322: Robert I. von Neapel
- 1322–1333: Johann von Durazzo
- 1333–1364: Robert von Tarent (Lateinischer Titular-Kaiser)
- 1364–1373: Philipp II. von Tarent
- 1373–1382: Johanna I. von Neapel
- 1382–1383: Jakob von Baux (Lateinischer Titular-Kaiser)
- 1383–1386: Karl III. von Neapel (1383 bis 1386)
- 1383–1396: Interregnum (fünf Prätendenten, von denen keiner wirklich regiert hat)
- 1396–1402: Pedro Bordo de San Superano (Usurpator)
- 1402–1404: Maria II. Zaccharia
- 1404–1432: Centurione Zaccharia (* 1404, † 1432; Usurpator, das Fürstentum Achaia fällt bei seinem Tod an das Byzantinische Reich)